# Rolf Szymanski

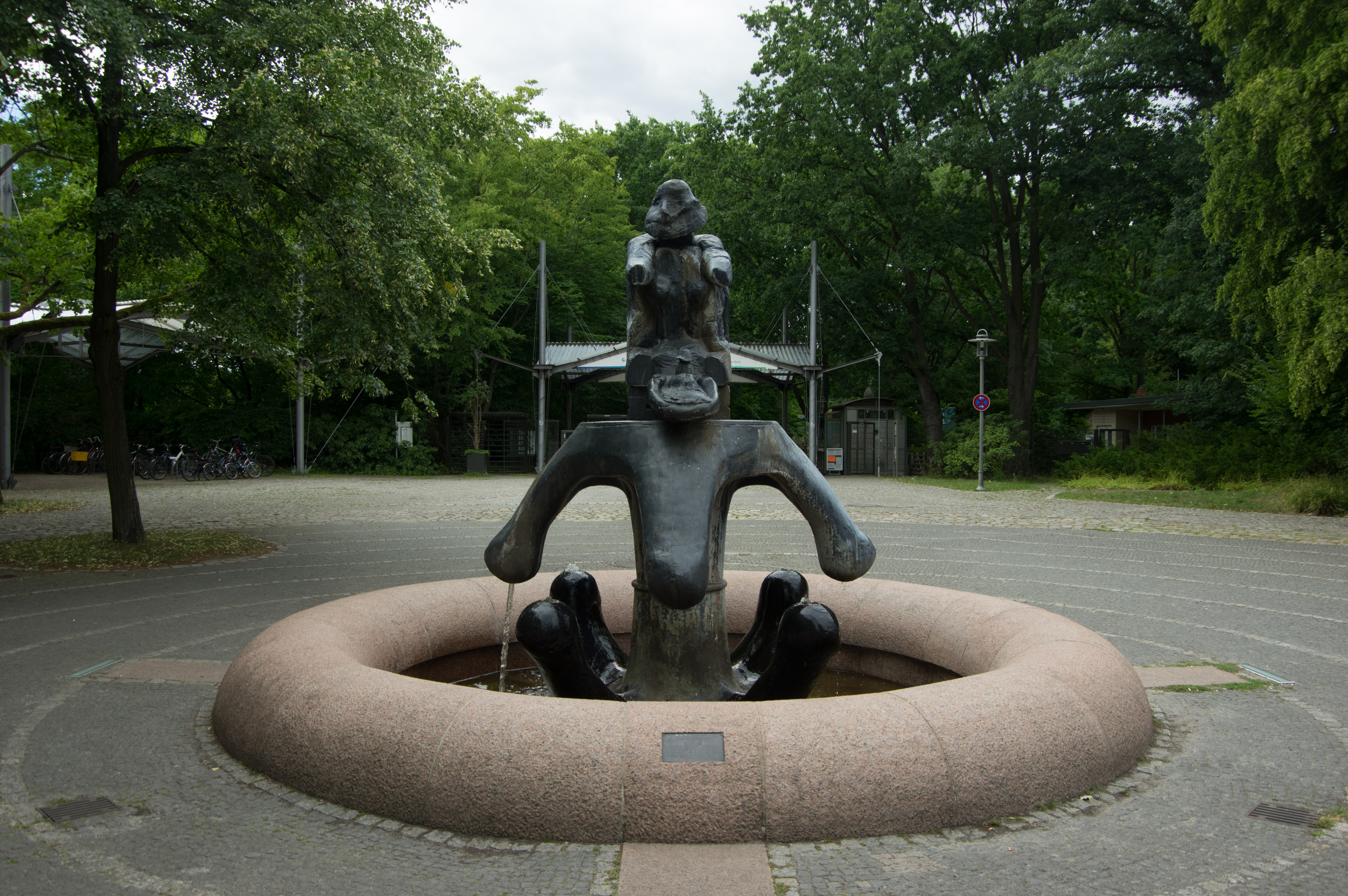
Fette Henne vor dem Eingang zum Britzer Garten in Berlin-Neukölln

Rolf Szymanski (* 22. Oktober 1928 in Leipzig; † 2. Dezember 2013 in Berlin) war ein deutscher Bildhauer.

## Leben
Szymanski wurde 1945 bis 1950 an der Kunstgewerbeschule Leipzig bei Alfred Thiele ausgebildet, dann studierte er bis 1955 in Berlin an der Hochschule für Bildende Künste bei Bernhard Heiliger, Richard Scheibe und Paul Dierkes. 1961 heiratete er Gisela Rieffert. 1962 erhielt er ein Stipendium für einen neunmonatigen Aufenthalt an der Deutschen Akademie Rom Villa Massimo. Bereits 1964 nahm er an der documenta III in Kassel teil und hatte zugleich als Träger des Villa-Romana-Preises ein Stipendium für einen 9-monatigen Aufenthalt in Florenz, wo auch seine Tochter Tekla Szymanski geboren wurde. 1968 war Szymanski als Stipendiat der Cité Internationale des Arts für ein knappes Jahr in Paris. Seit 1961 hatte Szymanski deutschlandweit eine Vielzahl von Einzelausstellungen und nahm auch an Gruppenausstellungen wie der Biennale di Venezia 1990 teil. Zahlreiche Werke stehen im öffentlichen Raum in Deutschland. Der Künstler lebte in Berlin.
Gemeinsam mit HAP Grieshaber begründete er den Jerg-Ratgeb-Preis, der 1977 erstmals verliehen wurde. 1986 bis 1996 hatte Szymanski eine Professur an der Hochschule der Künste Berlin inne. Seit 1970 war er Mitglied der Akademie der Künste in Berlin. Von 1974 bis 1983, und dann wieder ab 1986 war Szymanski Direktor der Abteilung Bildende Kunst der Akademie sowie Vizepräsident (1983–1986) unter Günter Grass. Zwischen 1997 und 1999 war Rolf Szymanski Vorstandsmitglied des Deutschen Künstlerbundes, an dessen Jahresausstellungen er von 1960 bis 1997 als ordentliches Mitglied insgesamt dreizehnmal teilnahm. 1999 wurde Szymanski Mitglied der Bayerischen Akademie der Schönen Künste.
Rolf Szymanski verstarb nach schwerer Krankheit am 2. Dezember 2013 in Berlin. Sein Grab befindet sich auf dem landeseigenen Friedhof Heerstraße in Berlin-Westend (Grablage: II-W1-2/3). Er ruht dort an der Seite seiner Gattin Gisela Szymanski geb. Rieffert (1933–2007). Als Grabdenkmal dient eine von Szymanski selbst gestaltete Skulptur.

## Werke (Auswahl)
Rolf Szymanski war ein Vertreter eines abstrahierenden, das figürliche nie gänzlich vergessenden, Stils. Szymanskis Hauptthema war die weibliche Figur. Seine Akte stehen symbolisch für Vitalität, Wachstum, aber auch Zerstörung. Szymanski selbst beschrieb seine Tätigkeit als die Arbeit des Bauens, des Zerstörens, der Bündelung, der Verspannung, der Umwege, bis zu dem Punkt, an dem das angestrebte Bild, die vorgestellte Masse räumlich funktioniert und Leben abgibt.
- Skulptur Black Sun Press in der Lindenstraße im Berliner Ortsteil Kreuzberg
- Skulptur Flucht aus der Zeit in der Alten Jakobstraße vor der Berlinischen Galerie im Berliner Ortsteil Kreuzberg
- Skulptur Wasserträgerin in der Lindenstraße im Berliner Ortsteil Kreuzberg
- Plastiken Die Frauen von Messina, aufgestellt 1977 am Raschplatz in Hannover[4]
- Skulptur Öffentliche Rose am Isartorplatz in München, gestiftet 1978 von dem Unternehmer Theo Wormland
- Skulpturen Kleine Figur (Sehender Leib), Jahresgabe der Kestnergesellschaft Hannover 1968; Auflage 100 Exemplare.
- Brunnen-Plastik Fette Henne am Britzer Garten in Berlin-Britz, 1984.
- GroßeFrauenFigurBerlin, 1987 Skulpturenboulevard

## Galerie

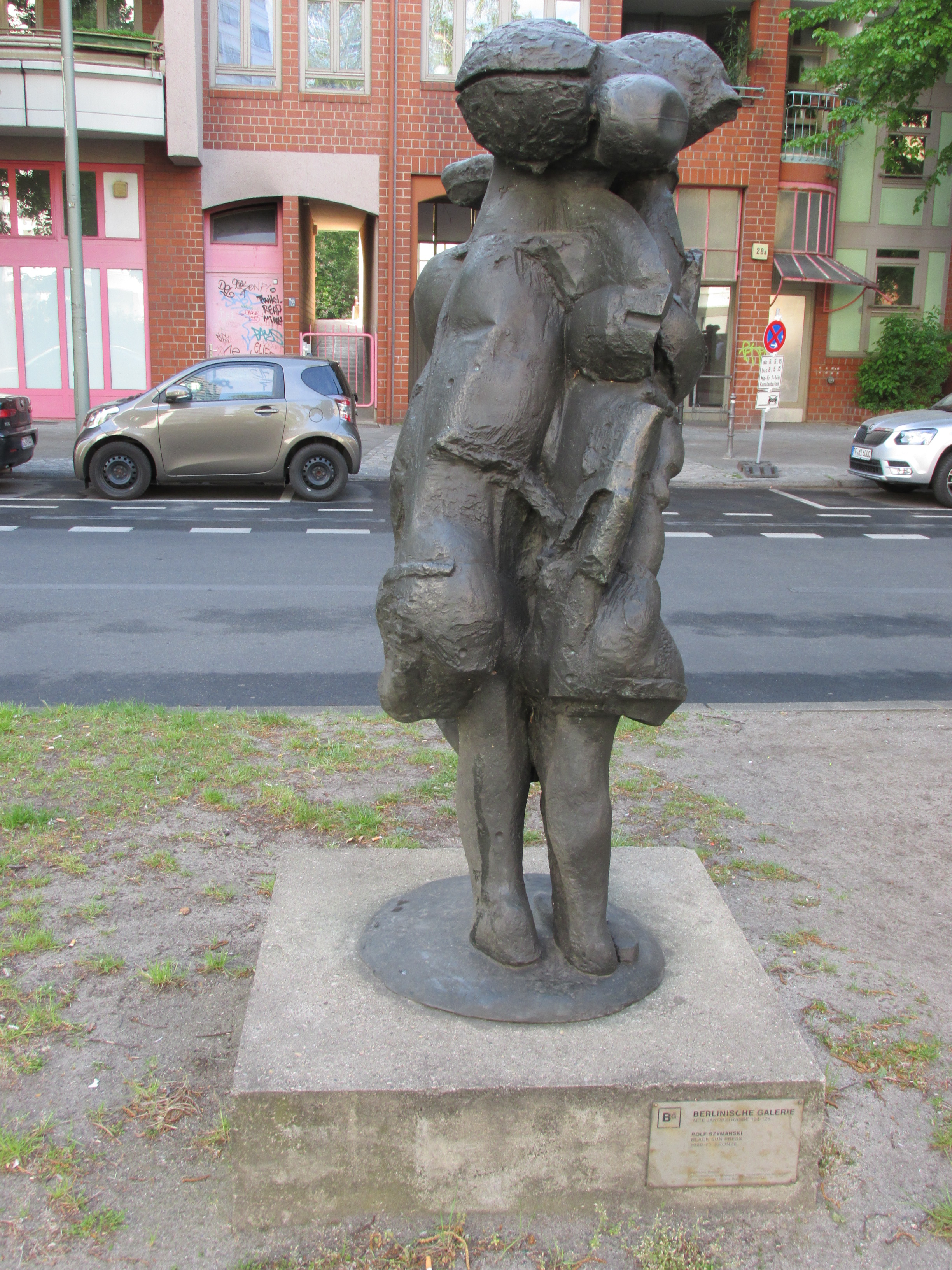
Black Sun Press Berlin-Kreuzberg
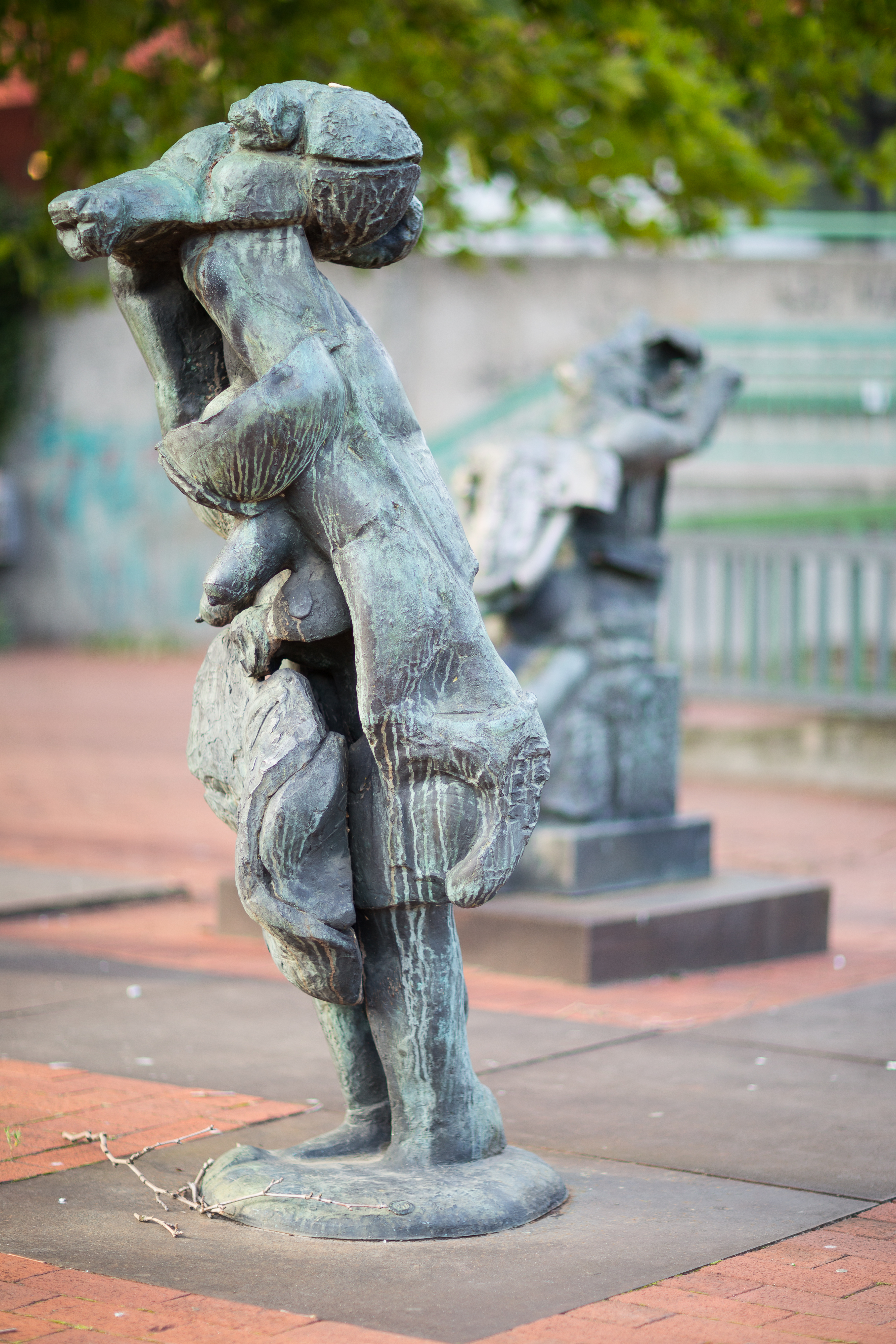
Die Frauen von Messina am Raschplatz Hannover
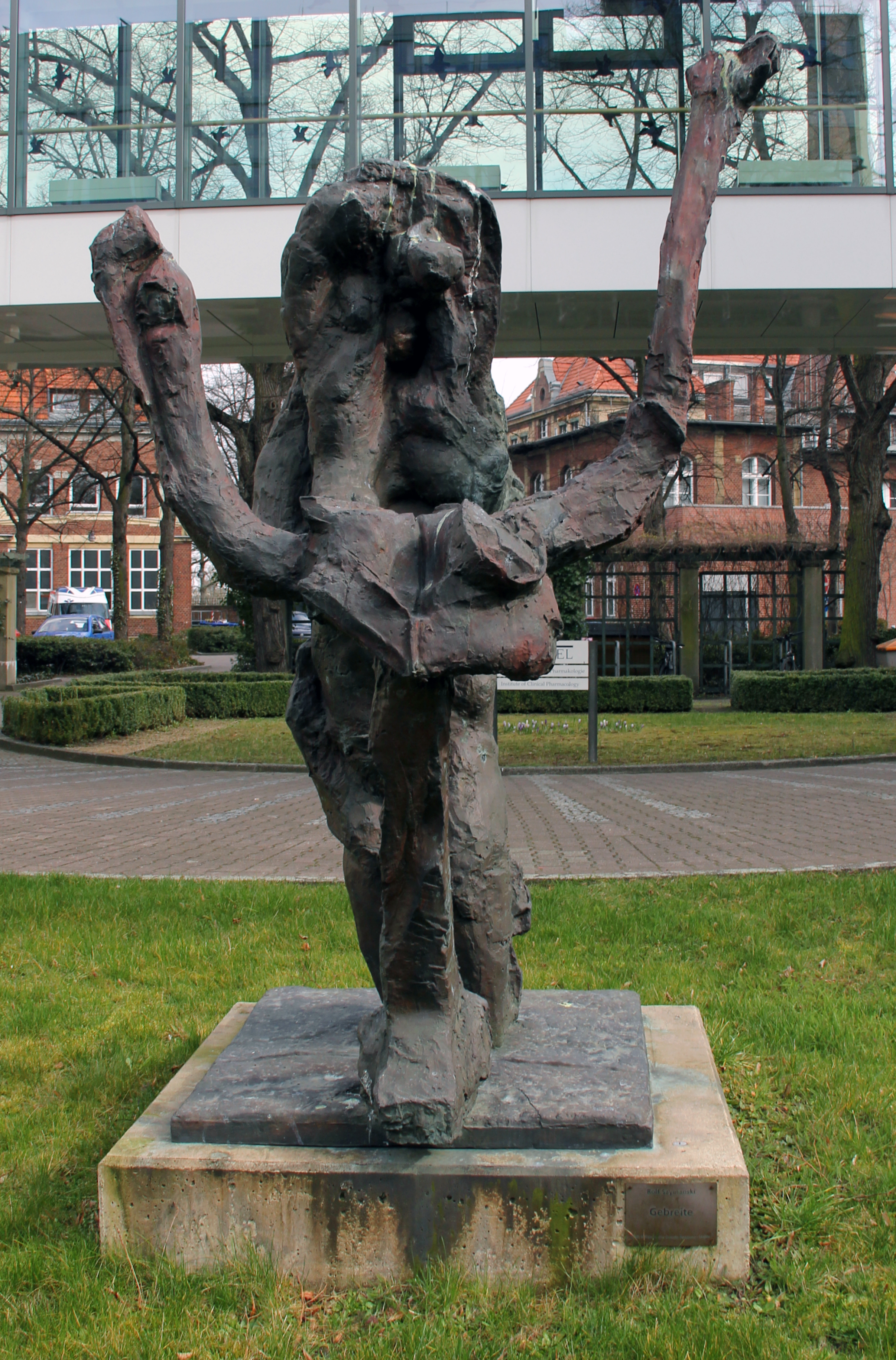
Gebreite, Klinikum Westend Berlin-Westend
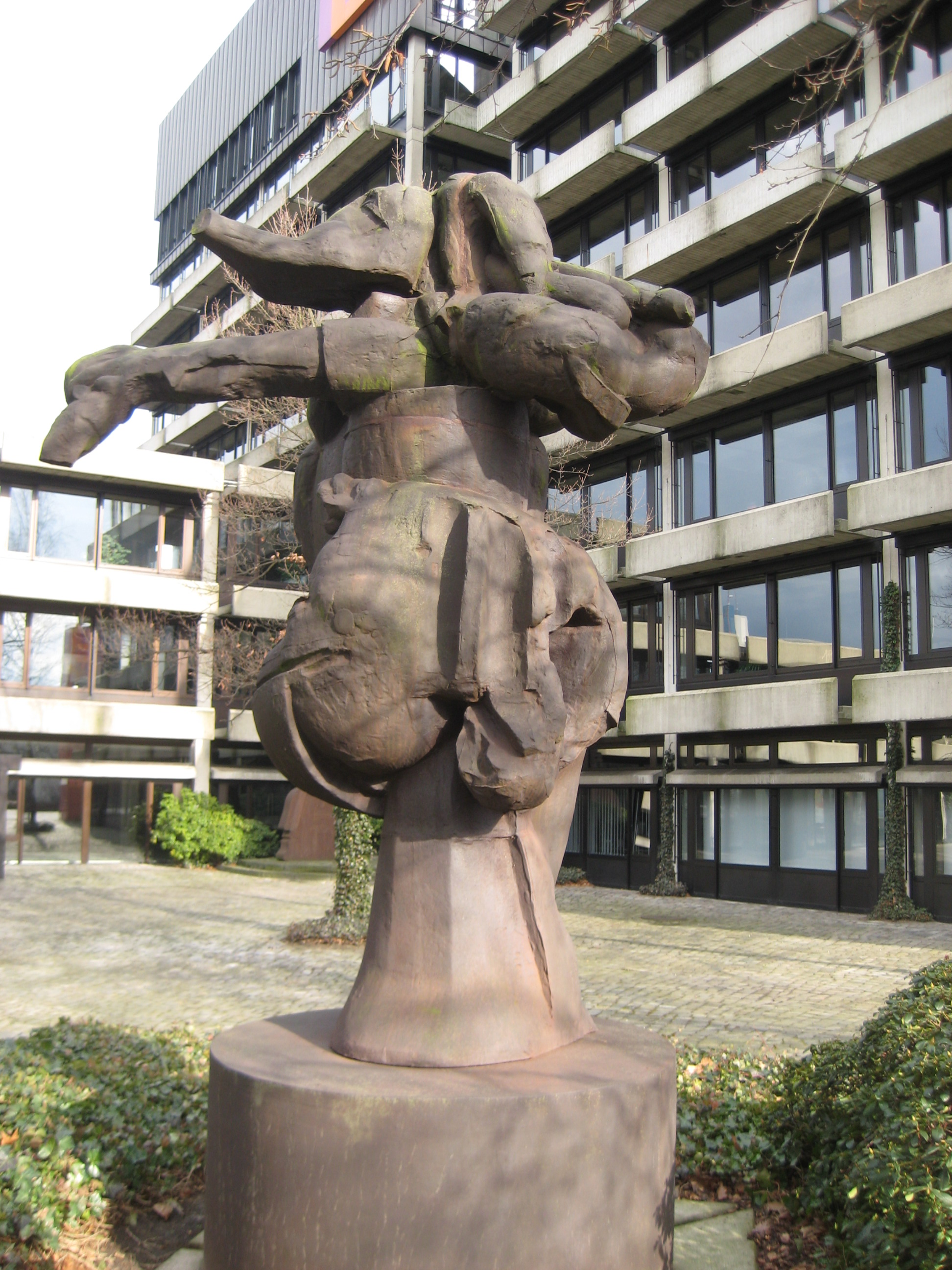
Die öffentliche Rose Osnabrück
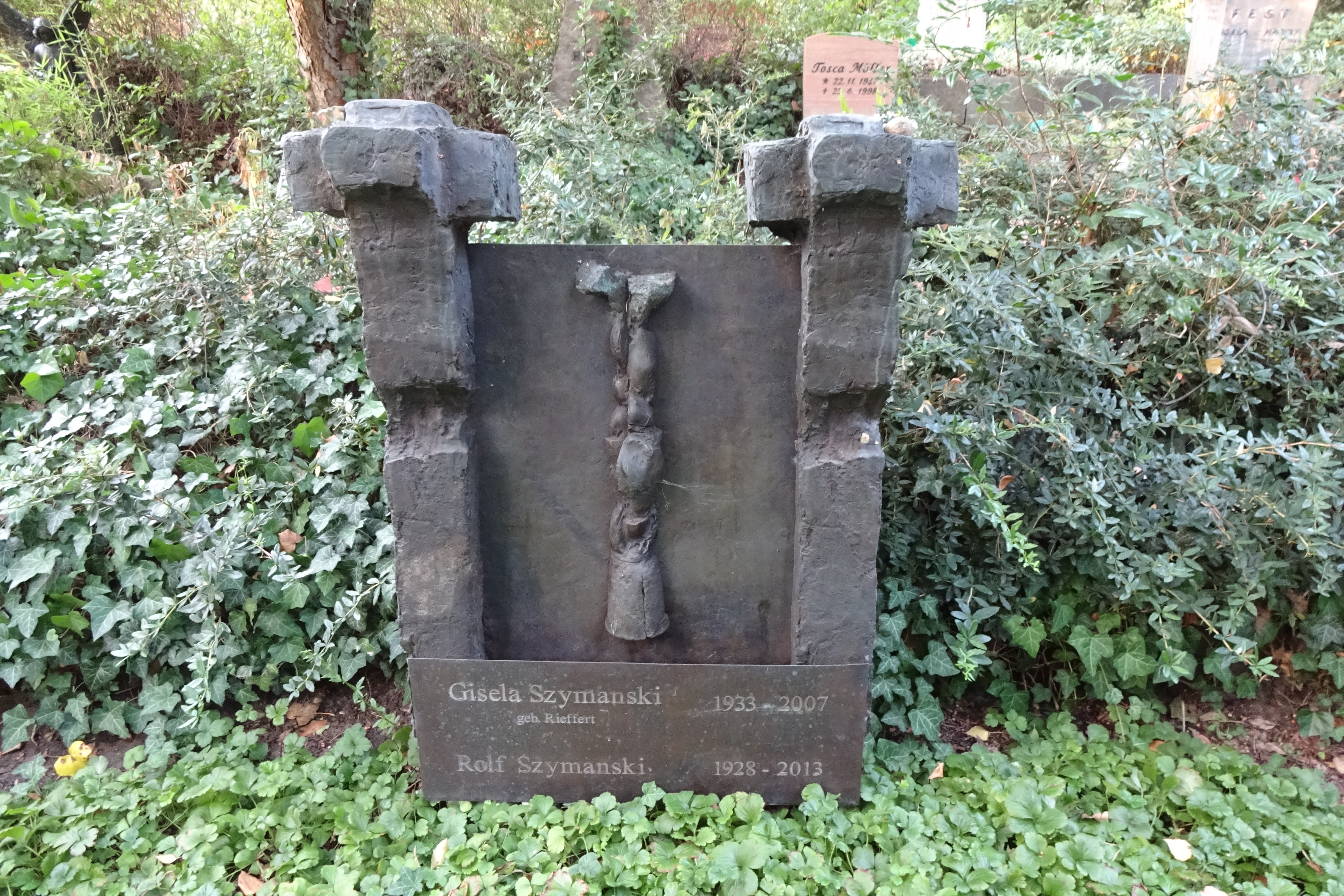
Szymanskis Grabstein auf dem Friedhof Heerstraße
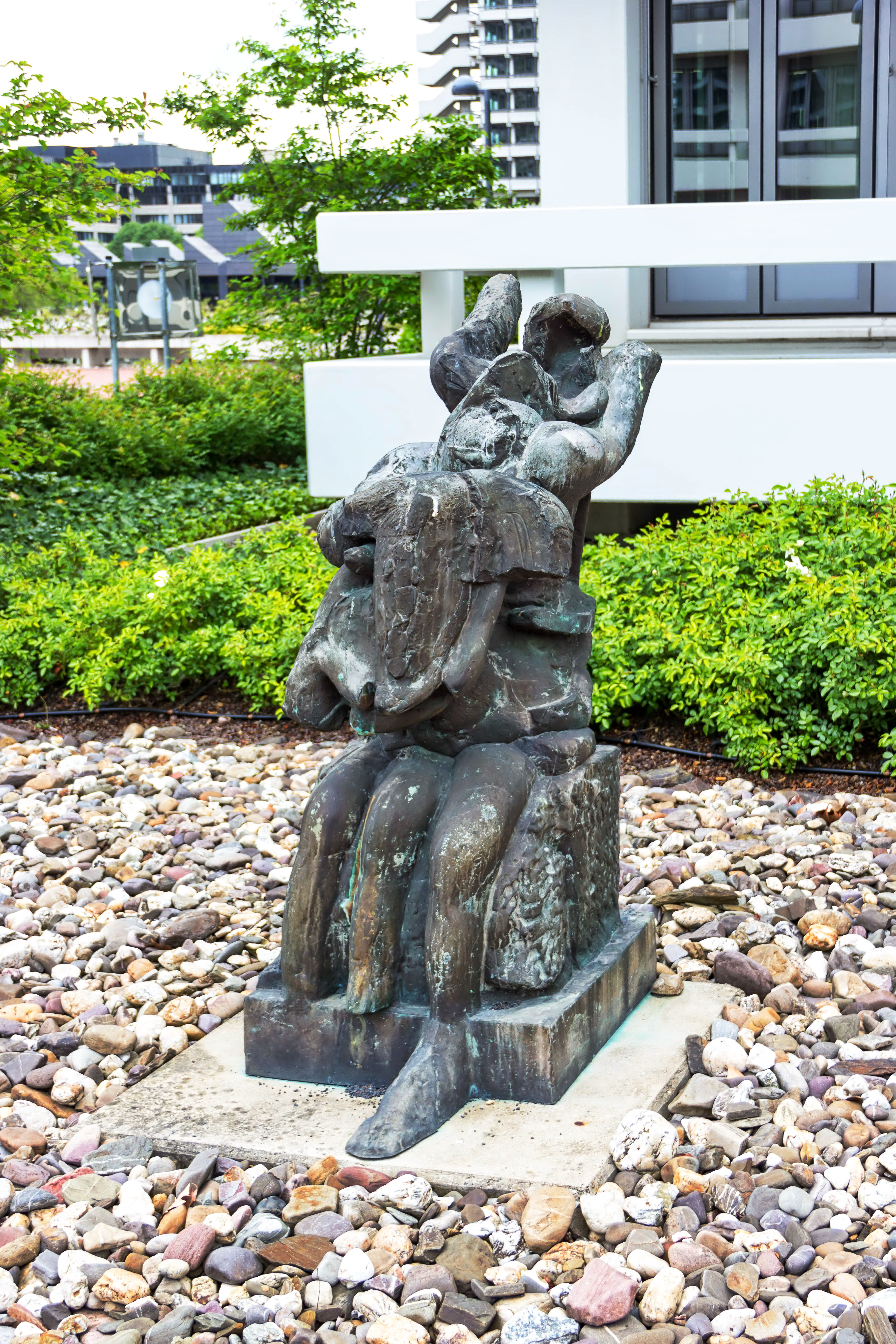
Die Frauen von Messina, Tag des Überflusses (1974), Campus Kreuzbauten vor Haus A 2 in Bonn